# Îles Jason
Pour les articles homonymes, voir Jason (homonymie).
Les îles Jason ou Sebaldines (en anglais : Jason Island, en espagnol : Islas Sebaldes) sont un archipel des Malouines, situé au nord-ouest de la Grande Malouine, à environ 250 miles à l'est des côtes argentines. Les îles sont inhabitées. Les îles sont administrées par le Royaume-Uni comme du territoire d'outre-mer des îles Malouines et sont revendiquées par la République Argentine.

## Géographie
L'archipel comprend 
- Steeple Jason, (8,72 km2),
- Grand Jason, (13,8 km2),
- Elephant Jason, (2,6 km2),
- Flat Jason,
- South Jason.

Principales îles de l'archipel.

L'archipel a une superficie totale de 21,7 km2.
La toponymie espagnole fait quelquefois la distinction dans les Sebaldes entre les Islas los Salvajes (îles occidentales avec Grand Jason, Steeple Jason) et les Islas las Llaves (îles orientales avec Flat Jason, Seal Rocks et North Fur Island). Une telle distinction n'existe pas dans la toponymie anglaise.

## Histoire

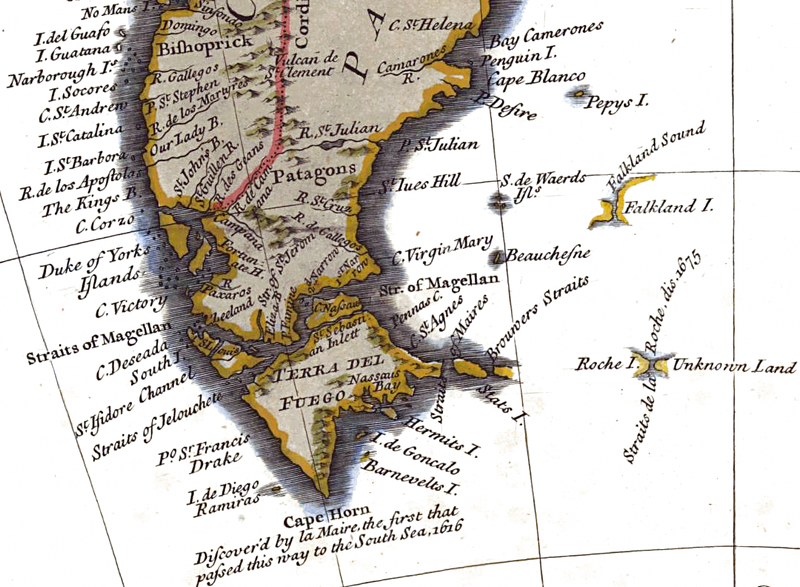
Les îles Jason représentées sur une carte anglaise du XVIIIe siècle, sous le nom de « S. de Waerds Isl.s » [sic] (R.W. Seale, vers 1745, fragment)

Les îles furent décrites par le navigateur hollandais Sebald de Weert (1567-1603), qui les nomma de son propre nom « îles Sebaldes » ou « Sebaldines ». Elles sont renommées « îles Jason » par les Anglais, en 1766, quand ils établirent leur souveraineté sur les Malouines.

## Aire protégée
Les îles Jason sont le principal habitat des caracaras australs, mais abrite aussi des albatros, des labbes antarctiques et des otaries.
l'archipel est maintenant une réserve naturelle.